# Ogy (Frankrijk)
Ogy (Duits: Ogingen ) is een plaats en voormalige gemeente in het Franse departement Moselle in de regio Grand Est.

## Geschiedenis
Ogy maakte deel uit van het arrondissement Metz-Campagne totdat dit op 1 januari 2015 fuseerde met het arrondissement Metz-Ville tot het huidige arrondissement Metz. Toen op 22 maart 2016 het kanton Pange werd opgeheven werd de gemeente opgenomen in het op die dag gevormde kanton Le Pays Messin. Op 1 januari 2017 werd de gemeente zelf opgeheven en gefuseerd met de aangrenzende gemeente Montoy-Flanville tot de huidige commune nouvelle Ogy-Montoy-Flanville. Eerde bevond zich er tot 1600, een commanderij van de Orde van Malta, vandaar dat in het dorpswapen het Maltezer kruis terugkomt.

## Geografie
De oppervlakte van Ogy bedraagt 3,8 km², de bevolkingsdichtheid is 115,5 inwoners per km² en de gemeente telt 439 inwoners (1999).
De onderstaande kaart toont de ligging van Ogy (Frankrijk) met de belangrijkste infrastructuur en aangrenzende gemeenten.

## Demografie
Onderstaande figuur toont het verloop van het inwonertal (bron: INSEE-tellingen).